# 佐伯伽耶
佐伯 伽耶（さえき かや、1968年3月5日 - ）は、日本の元歌手、元女優である。本名・滝沢 梅乃（たきざわ うめの）。神奈川県横浜市泉区出身。
日大藤沢高等学校卒業、その後大学へ進学。身長166cm。かつてイザワオフィスに所属していた。特技はピアノ。

## 来歴・人物
- 子供の頃からピアノを習う[1]。学生時代にジャズに興味を持ち、尊敬するジャズシンガーの伊藤君子の元でジャズを習う[1]。大学在学中銀座のクラブでピアノの弾き語りをしていたところでイザワオフィスの社長と知り合いスカウトされ[1]、1992年に芸能界入りする。
- 父親がジャズ好きだった影響でジャズに造詣があり、アニタ・オデイを好む。基本的には日本の歌謡曲よりも英語の曲を好んでいた。日本語で歌うとピッチの悪さが気になったので、英語の方が歌いやすいと話していたことがある[1]。
- 一方で、小学生の頃から忌野清志郎のファンだったということで、収録スタジオで見かけた時には感動のあまりしゃがみ込んで泣いたことがあるという[1]。
- 幼少の頃から人見知りが激しく、近所の子供たちの中に入ることができなかったが、その反面で変身願望が強く、お遊戯会などでは生き生きと演じていたと産経新聞のインタビューで回想している。
- 所属事務所がイザワオフィスであったことから、同事務所が制作するテレビ番組に多く出演している（ドリフ大爆笑など）。
- 事務所の先輩である麻生祐未の大ファンで、ドラマデビュー作となった『幻の料理人』では麻生の親友役に抜擢されている。

## ディスコグラフィー

### シングル
※全てポニーキャニオンよりリリース
|   | 発売日     | タイトル曲                                                     | カップリング曲                                           | 商品コード | オリコン最高 |
| 1 | 1994.10.05 | パヒュームを残せない（詞：秋元康／曲：上田知華／編：萩田光雄） | 瞳で囁いて（詞：秋元康／曲：岸正之／編：岡本洋）         | PCDA-00625 | 50位         |
| 2 | 1995.10.20 | PRETTY PLEASE（詞：佐伯伽耶／曲：秋元薫／編：小西貴雄）        | 電車もいいね（詞：佐伯伽耶／曲：松本俊明／編：小西貴雄） | PCDA-00770 | 29位         |
| 3 | 1996.07.03 | 愛があればね（詞：佐伯伽耶／曲：秋元薫／編：小西貴雄）         | ツ・ヨ・ガ・リ（詞：佐伯伽耶／曲：秋元薫／編：小西貴雄） | PCDA-00861 | 48位         |
| 4 | 1997.02.21 | その朝、ひざしの中で（詞：白峰美津子／曲・編：藤井尚之）       | あなたといる時の私（詞：YOU／曲・編：藤井尚之）          | PCDA-00938 | 49位         |

### アルバム
なし

### タイアップ
- パヒュームを残せない （フジテレビ『OIOI TOKYO TASTE ROOMS』エンディング・テーマ曲）
- 瞳で囁いて（ハウス食品『スープスパゲティ』CM曲）
- PRETTY PLEASE （文化放送『秋元くんと佐伯さんのおいしい話』エンディング・テーマ曲）
- 愛があればね （フジテレビ『気らくに行こう』『ゴールド・パスポート』テーマ曲）
- その朝、ひざしの中で （フジテレビ『その朝、ひざしの中で』テーマ曲 / フジテレビ『週刊スタミナ天国』オープニング曲）
- The road to somewhere （フジテレビ『佐伯伽耶の音楽旅行』エンディング・テーマ曲） - CD発売されていないが、秋元康作詞の名曲

## 出演作品

### 映画
- 流れ板七人（1997年1月15日、東映） - 杉江 役
- パラサイト・イヴ（1997年2月1日、東宝） - 看護婦 役
- ご存知!ふんどし頭巾（1997年10月10日、松竹） - OL 役

### テレビドラマ
- 金曜エンタテイメント 幻の料理人 〜宗次郎外伝〜（1995年、フジテレビ） - 敦子 役
- ひとりにしないで （1995年、フジテレビ） - 阿部杏子 役
- ストーカー・誘う女 （1997年、TBS） - 秘書 役
- 踊る大捜査線 （1997年、フジテレビ） 第7話「タイムリミットは48時間」 - 墨田綾子 役
- その朝、ひざしの中で （1997年、フジテレビ）
- ガラスの仮面 第1シリーズ （1997年、テレビ朝日） - 鷹宮紫織 役
- 土曜ワイド劇場 ランジェリーモデル殺人事件 まじめ警部補とかたやぶり刑事2 （1997年、テレビ朝日）
- ガラスの仮面 第2シリーズ （1998年、テレビ朝日） - 鷹宮紫織 役
- ガラスの仮面　感動の完結編スペシャル （1999年、テレビ朝日） - 鷹宮紫織 役

### その他テレビ番組
- お熱い夜をあなたに（1993年 - 1995年、フジテレビ）
- ミュージックステーション （テレビ朝日）
  - 1994年10月14日 『パヒュームを残せない』
  - 1995年2月17日 『瞳で囁いて』
  - 1995年11月24日 『PRETTY PLEASE』
- ドリフ大爆笑 （フジテレビ）
- 佐伯伽耶の音楽旅行 （フジテレビ）
- 佐伯伽耶のゴールド・パスポート （フジテレビ）
- お気に召すまま （フジテレビ）
- 気らくに行こう （フジテレビ）
- SADA & KAYA のパーティーナイトG （フジテレビ）
- 浅い夜、深い夜（フジテレビ）
- ウッチャンナンチャンの炎のチャレンジャーこれができたら100万円!! （1996年、テレビ朝日）
- 新春かくし芸大会 （1994年 - 1995年・1997年、フジテレビ）

### ラジオ番組
- 秋元くんと佐伯さんのおいしい話（1994年 - 1996年、文化放送）
- カヤとナイクのスプラッシュナイト （TOKYO-FM）
- 流行電波倶楽部 （1996年、文化放送）
- 西脇唯 恋をするなら （1997年2月24日、TOKYO-FM） - ゲスト

## CM
- ペリエジャポン

## 新聞・雑誌
- 週刊プレイボーイ （1994年10月11日号、水着グラビア）
- SPA! （1994年11月9日号、『今週の顔』・1996年11月13日号、『本格焼酎ビギナーズトーク』）
- オリコンウィーク The Ichiban（1997年2月24日号、『爆笑！感性Ichiban人間登場』）
- 産経新聞 （1995年6月5日付東京版夕刊、『主役』欄）